# Bruce Goodin
Bruce Gerard Goodin (né le 10 novembre 1969 à Huntly) est un cavalier néo-zélandais de saut d'obstacles.

## Carrière
Bruce Goodin a représenté la Nouvelle-Zélande lors de quatre Jeux olympiques.
Aux Jeux olympiques d'été de 1992 à Barcelone, il est 59e de l'épreuve individuelle. En équipe avec Mark Todd et Harvey Wilson, il est quinzième de l'épreuve par équipe.
Aux Jeux olympiques d'été de 2000 à Sydney, il est éliminé de l'épreuve individuelle. La Nouvelle-Zélande n'est pas présente à l'épreuve par équipe.
Aux Jeux olympiques d'été de 2004 à Athènes, il est éliminé de l'épreuve individuelle. En équipe avec Daniel Meech, Grant Cashmore et Guy Thomas, il est onzième de l'épreuve par équipe.
Aux Jeux olympiques d'été de 2008 à Pékin, il est éliminé de l'épreuve individuelle. En équipe avec Kirk Webby, Sharn Wordley et Katie McVean, il est douzième de l'épreuve par équipe.